# Collesalvetti
Collesalvetti és un comune (municipi) de la província de Liorna, a la regió italiana de la Toscana, situat a uns 70 quilòmetres al sud-oest de Florència, 20 quilòmetres al nord-est de Liorna i a 16 quilòmetres al sud de Pisa. A 1 de gener de 2019 la seva població era de 16.762 habitants.
Collesalvetti limita amb els següents municipis: Cascina, Crespina, Fauglia, Liorna, Orciano Pisano, Pisa i Rosignano Marittimo.